# 普魯士的阿爾布雷希特王子 (1809年—1872年)
普魯士的阿爾布雷希特王子（德語：Albrecht Prinz von Preußen，1809年10月4日—1872年10月14日），普魯士國王腓特烈·威廉三世的幼子，德意志皇帝威廉一世的弟弟。

## 家庭
1830年，阿爾布雷希特與荷蘭的瑪麗安妮公主結婚，兩人共有1子3女：
- 夏洛特公主（1831年—1855年），薩克森-邁寧根公爵博恩哈德三世的母親
- 阿爾布雷希特王子（1837年—1906年），不倫瑞克公國攝政
- 伊莉莎白公主（1840年—1840年），夭折
- 亞歷山德琳公主（1842年—1906年）

兩人最終在1849年離婚。1853年，阿爾布雷希特與羅莎麗·馮·勞希結婚，這段婚姻屬於貴庶通婚。兩人共有兩個兒子：
- 格奧爾格·阿爾布雷希特·威廉（1854年—1930年）
- 博恩哈德·威廉·阿爾布雷希特·腓特烈（英语：Frederick of Hohenau）（1857年—1914年）